# Obwód tałaski
Obwód tałaski (kirg. Талас облусу) – obwód w północno-zachodnim Kirgistanie ze stolicą w Tałasie.
Obwód dzieli się na jedno miasto o znaczeniu obwodowym i 4 rejony:
- Tałas
- rejon Bakaj-Ata
- rejon Kara-Buura
- rejon Manas
- rejon Tałas